# Mercedes Sosa
Pour les articles homonymes, voir Sosa.
Haydée Mercedes Sosa, mieux connue sous le nom abrégé de Mercedes Sosa (San Miguel de Tucumán, 9 juillet 1935 - Buenos Aires, 4 octobre 2009), est une chanteuse argentine. Très populaire dans toute l'Amérique latine, elle est appelée « La Negra » (La Noire) par ses admirateurs.

## Biographie
Mercedes Sosa commence à chanter très tôt et, dès l'âge de 15 ans, elle gagne un concours dans une station de radio.
Elle s'implique ensuite dans le mouvement nommé la nueva canción (« chanson nouvelle »), et enregistre son premier album Canciones con Fundamento, un recueil de chansons folkloriques argentines.
Elle a depuis connu un immense succès. Elle a interprété d'innombrables chansons issues du folklore, ou des compositions plus récentes, parfois écrites spécifiquement pour elle. Elle a aussi interprété les chansons de l'artiste chilienne Violeta Parra, et celles de Atahualpa Yupanqui, auteur et compositeur argentin. Sa voix est reconnaissable entre toutes.
Durant les années 1970, elle est également actrice de cinéma, particulièrement dans les deux films El Santo de la espada (es) et Güemes (es) de Leopoldo Torre Nilsson, réalisateur argentin.

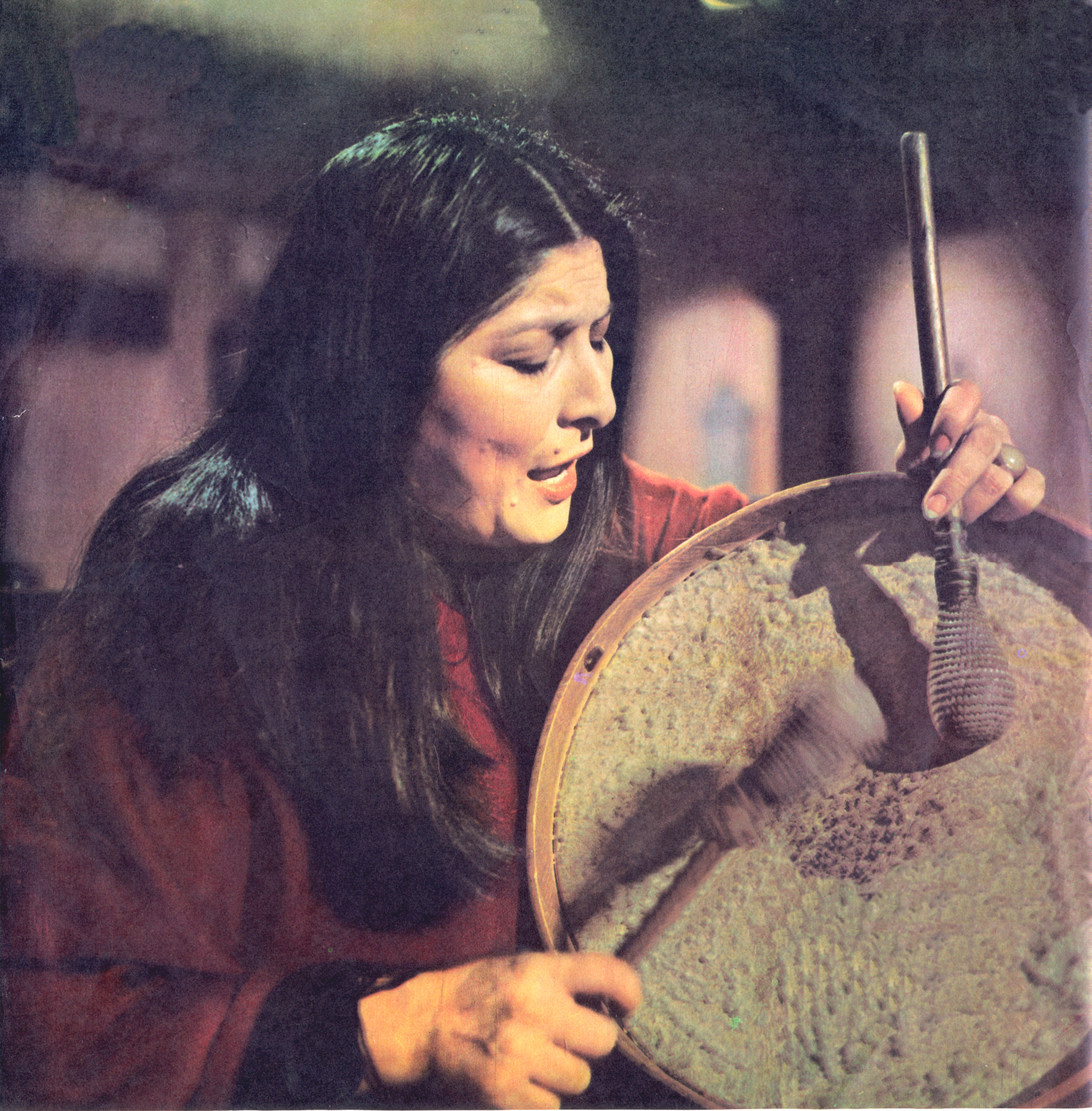
Mercedes Sosa en 1973.

Lors d'un concert à La Plata en 1979, elle est arrêtée,. Elle doit s'exiler à Paris, puis à Madrid, fuyant le régime dictatorial de son pays, après le coup d'État de Jorge Videla.

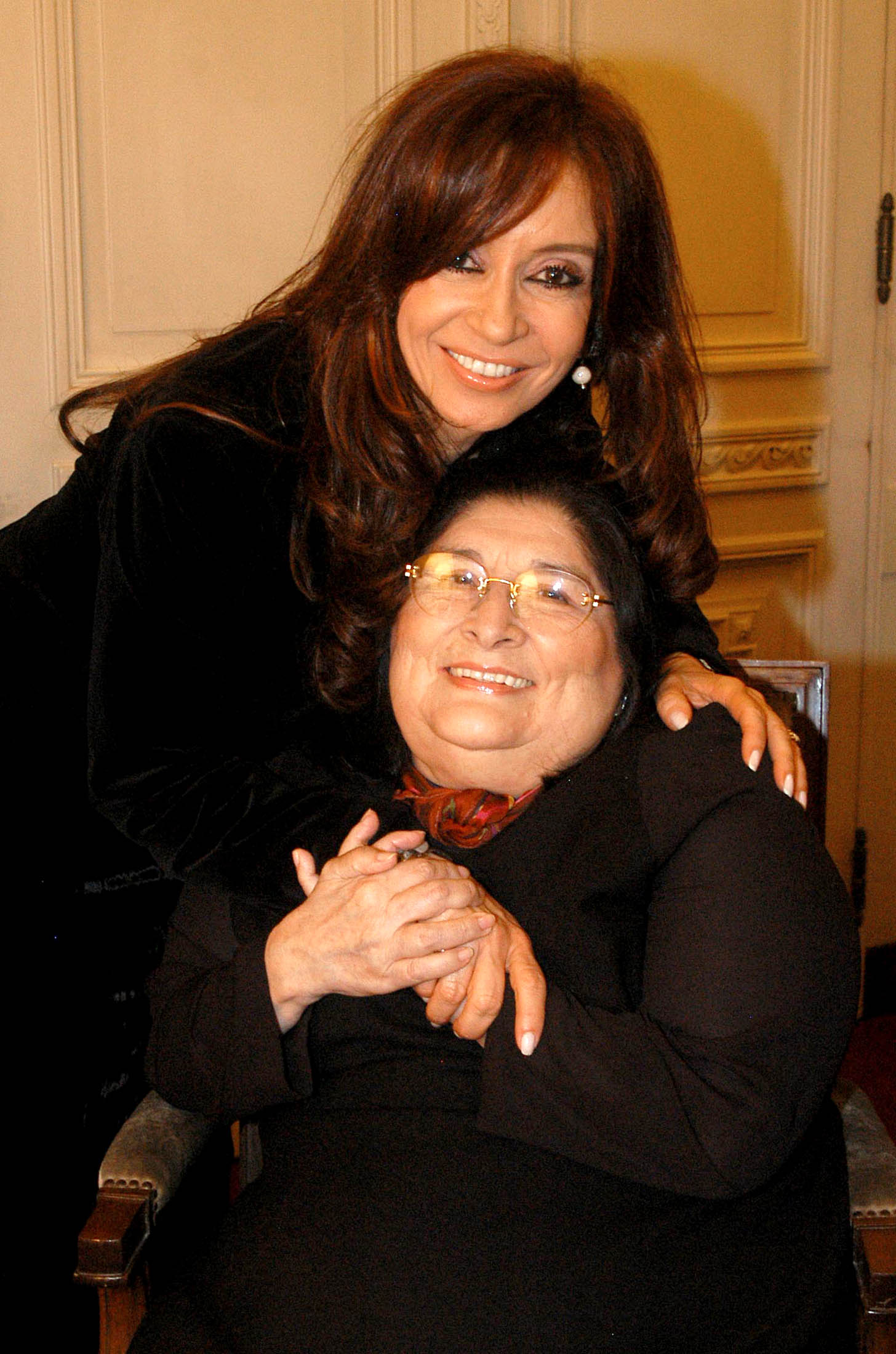
Mercedes Sosa, assise, en compagnie de Cristina Fernández de Kirchner.

Elle retourne en Argentine en 1982, quelques mois avant la chute du régime militaire, et organise un grand concert à l'opéra de Buenos Aires, avec de nombreux autres artistes. L'enregistrement de ce concert est l'un des disques les plus importants de sa carrière. En 1992, elle est déclarée « citoyenne d'honneur de Buenos Aires ».
Elle a été l'incomparable interprète des poèmes de Félix Luna mis en musique par le pianiste compositeur Ariel Ramírez. Par la suite, elle a interprété les œuvres des auteurs d'hier et d'aujourd'hui. Mercedes Sosa fut accompagnée pendant la plus grande partie de sa carrière par le guitariste argentin Nicolás « Colacho » Brizuela. Elle collabore avec des artistes argentins comme León Gieco, Charly García, Antonio Tarragó Ros, Rodolfo Mederos et Fito Páez, ou d'autres artistes d'Amérique latine comme Milton Nascimento, Gian Marco et Silvio Rodríguez, ou peu avant sa mort, avec Caetano Veloso, Luis Alberto Spinetta, Shakira, ainsi qu'avec des artistes nord-américains comme Joan Baez ou européens : Nilda Fernández (Mon amour), Francis Cabrel (Yo vengo a ofrecer mi corazón).
Elle était ambassadrice de bonne volonté pour l'UNESCO en Amérique latine et aux Caraïbes.
Sa dernière œuvre publiée est le double album Cantora (es), sorti peu avant sa mort, et dans lequel elle interprète 34 chansons des plus grands chanteurs espagnols et latino-américains (Joan Manuel Serrat, Luis Alberto Spinetta, Caetano Veloso, Shakira, etc.). Ce double album se termine par l'hymne national argentin. Un DVD portant le même titre contient le film de l'enregistrement de cet album.

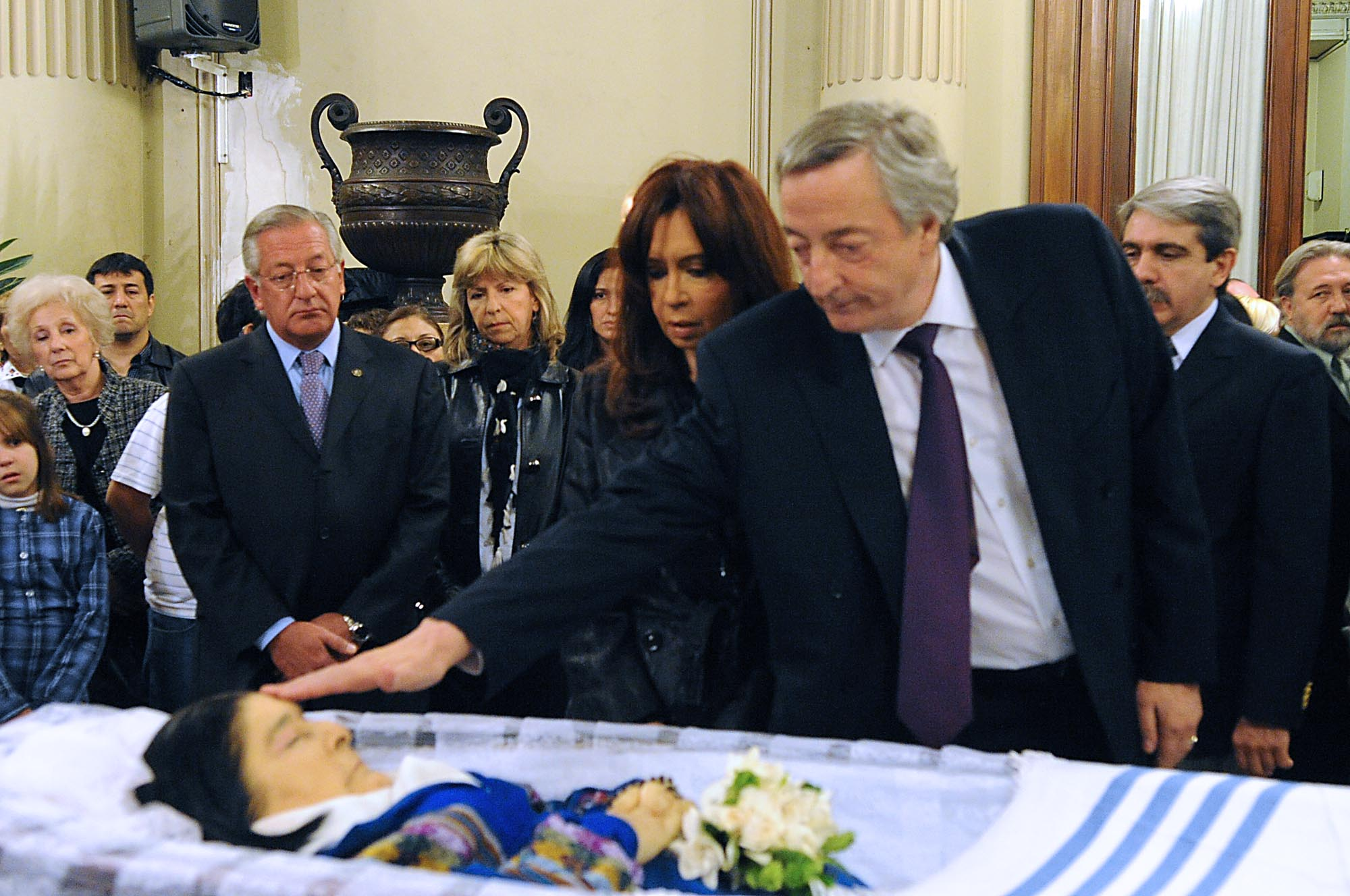
La présidente Cristina Fernández de Kirchner et son époux, l'ex-président Néstor Kirchner, lors de la veillée du corps de Mercedes Sosa au Palais du Congrès de la Nation Argentine.

Selon ses dernières volontés, ses cendres ont été dispersées à La Sala, près de San Javier, dans la province de Tucuman où elle était née, et où elle aimait à retourner.

## Hommages
- Le 30 janvier 2019, Google lui rend hommage au travers d'un Google Doodle[5].

## Discographie
- La voz de la zafra (1962), RCA.
- Canciones con fundamento (1965), Ed. El Grillo 002.
- Yo no canto por cantar (1966), Philips.
- Hermano (1966), Philips.
- Para cantarle a mi gente (1967)
- Con sabor a Mercedes Sosa (1968)
- Mujeres argentinas (1969) (avec Ariel Ramírez et Félix Luna)
- Navidad con Mercedes Sosa (1970) (avec Ariel Ramírez et Félix Luna)
- El grito de la tierra (1970)
- Homenaje a Violeta Parra (1971)
- Hasta la victoria (1972)
- Cantata sudamericana (1972) (avec Ariel Ramírez et Félix Luna)
- Traigo un pueblo en mi voz (1973)
- Niño de mañana (1975)
- A que florezca mi pueblo (1975)
- En dirección del viento (1976)
- Mercedes Sosa 1976, La mamancy (1976)
- O cio da terra (1977)
- Mercedes Sosa interpreta a Atahualpa Yupanqui (1977)
- Si se calla el cantor (1977) - Compilation
- Serenata para la tierra de uno (1979)
- A quién doy (1981)[6]
- Gravado ao vivo no Brasil (‘enregistré en concert au Brésil’) (1980).
- Mercedes Sosa en Argentina (1982) - Enregistré en concert.
- Mercedes Sosa - Como un pájaro libre (1983)
- Como un pájaro libre (1983)
- Recital (1983)
- ¿Será posible el sur? (1984)
- Vengo a ofrecer mi corazón (1985)
- Corazón americano (1985, avec Milton Nascimento et León Gieco) - Enregistré en concert.
- Mercedes Sosa ’86 (1986)
- Mercedes Sosa ’87 (1987)
- Gracias a la vida (1987) - Compilation
- Amigos míos (1988)
- La Negra (1988), Polygram et Tropical Music.
- En vivo en Europa (1990) - Enregistré en concert.
- De mí (1991)
- 30 años (1993) - Compilation.
- Sino (1993)
- Gestos de amor (1994)
- Oro (1995) - Compilation
- Escondido en mi país (1996)
- Alta fidelidad (1997, avec Charly García)
- Al despertar (1998)
- Misa Criolla (2000)
- Acústico (2002) - Enregistré en concert.
- Argentina quiere cantar (2003, avec Víctor Heredia et León Gieco)
- Corazón libre (2005)
- Cantora (2009)

## Livres
- Mercedes Sosa, Une légende par Anette Christensen (français, 2021)
- Mercedes Sosa, La Negra par Rodolfo Braceli (espagnol)
- Mercedes Sosa, La Mami par Fabián Matus (anglais et espagnol)
- Mercedes Sosa, The Voice of Hope par Anette Christensen (anglais et espagnol)
- Mercedes Sosa, More than a Song par Anette Christensen (anglais et espagnol)
- Mercedes Sosa, La idola de Bea par Anette Christensen (anglais et espagnol)

## Quelques chansons
Canción del derrumbe indio (canción andina), Fernando Figueredo Iramain
La Flor azul (chacarera) Mario Arnedo Gallo, A. R. Villar.